# Winkel (Zurique)
Winkel é uma comuna da Suíça, situada no distrito de Bülach, no cantão de Zurique. Tem 8,16 km² de área e sua população em 2018 foi estimada em 4.517 habitantes.